# Predrag Cvitanović

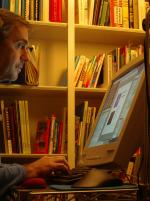
Cvitanovic 2004

Predrag Cvitanović (* 1. April 1946 in Zagreb) ist ein kroatisch-US-amerikanischer theoretischer Physiker, der sich mit Chaostheorie (nichtlinearer Dynamik) befasst.
Cvitanovic wanderte aus Jugoslawien in die USA ein und promovierte 1973 an der Cornell University bei Tōichirō Kinoshita. Er war Professor („Carlsberg Foundation Research Professor“) am Niels-Bohr-Institut in Kopenhagen und Direktor des dortigen Center for Chaos und Turbulence Studies. Seit 2001 ist er Professor am Georgia Institute of Technology (Gatech) und Direktor des Center for Nonlinear Science, ist aber zusätzlich noch am Niels Bohr Institut.
Cvitanovic ist für seine Arbeiten zur Chaostheorie bekannt, über die er auch ein Online-Lehrbuch verfasste. Er wandte quantenfeldtheoretische Methoden (wie Renormalisierungstheorie, Diagramm-Verfahren) in der Chaostheorie an und untersuchte insbesondere den Weg zum Chaos über Bifurkationen periodischer Orbits, mit einer Störungsentwicklung (Cycle Expansion), die beispielsweise in der Theorie des Quantenchaos und in der Akustik (Rekonstruktion von Streukörpern aus den Streuspektren) Anwendung fand. Er befasst sich auch mit Turbulenztheorie in der Hydrodynamik, mit Gruppentheorie (wo er einen neuen diagrammatischen Darstellung von Tensor-Invarianten in der Theorie der Liegruppen entwickelte und neue Phänomene fand wie „magische Dreiecke“ und Fortsetzungen zu negativer Dimension) und Störungstheorie in der Quantenfeldtheorie. Er ist der Herausgeber eines bekannten Sammelbandes von Reprints über Chaostheorie Universality in Chaos.
Er erhielt den Forschungspreis der dänischen physikalischen Gesellschaft. 2009 erhielt er den Alexander von Humboldt Forschungspreis. Er ist Fellow der American Physical Society.

## Schriften
- Herausgeber: Universality in Chaos, 1993, 2. Auflage, Taylor and Francis 1989
- Online Lehrbuch über Chaostheorie, mit Roberto Artuso, Per Dahlqvist, Ronnie Mainieri, Gregor Tanner, Gábor Vattay, Niall Whelan, Andreas Wirzba: Chaos: Classical and Quantum, 2004.
- Group theory - Birdtracks, Lie and Exceptional Groups, Princeton University Press 2008
- Circle maps: irrational winding in Michel Waldschmidt, Claude Itzykson, Jean-Marc Luck, Pierre Moussa  (Herausgeber): Number Theory and Physics, Les Houches 1989, Springer 1992
- Tracks, Lie´s and Exceptional Magic, in Pierre Cartier u. a. Frontiers in Number Theory, Physics and Geometry, Band 2, Springer Verlag 2007